# Ferrocarril en Benín

Mapa de los ferrocarriles en Benín (versión interactiva).

Benín cuenta con un total de 578 km de ferrocarril de vía única y 1.000 mm de ancho de vía. La construcción del ferrocarril se inició en torno a 1900, y los servicios regulares comenzaron en 1906; la explotación del ferrocarril pasó al control del gobierno (de las empresas privadas) en 1930.
En la actualidad, Benín no comparte enlaces ferroviarios con los países adyacentes, aunque están previstos al menos tres, y el enlace con Níger ya está en construcción. Níger no dispone de ninguna otra vía férrea, por lo que la nueva línea proporcionará una primera y única ruta ferroviaria hacia y desde ese país. Los otros países circundantes, Nigeria, Togo y Burkina Faso, sí disponen de redes ferroviarias, pero aún no se ha construido ninguna conexión con Benín. Benín participará en el proyecto AfricaRail.
El proyecto de ferrocarril Benín-Níger se convertirá en una vía estándar de 1.435 mm.

## Historia

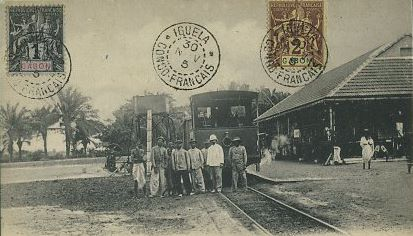
Locomotora en la estación de tren de Ouidah.

### Línea Norte
El primer ferrocarril de Benín se inauguró durante la época colonial francesa, en 1906, entre el puerto de Cotonú y Ouidah, por la Compagnie Française des Chemins de Fer du Dahomey. Se construyó con un ancho de vía de 1.000 mm y una longitud de 47 km. En 1936, la línea se amplió hasta Parakou, con un total de 437 km, y pasó a llamarse Línea Norte. La línea completa sigue en funcionamiento. Una lista de material de 1930 muestra que la Línea del Norte operaba entonces con 19 locomotoras de vapor desde su cobertizo de vapor de Cotonú.

### Línea Este

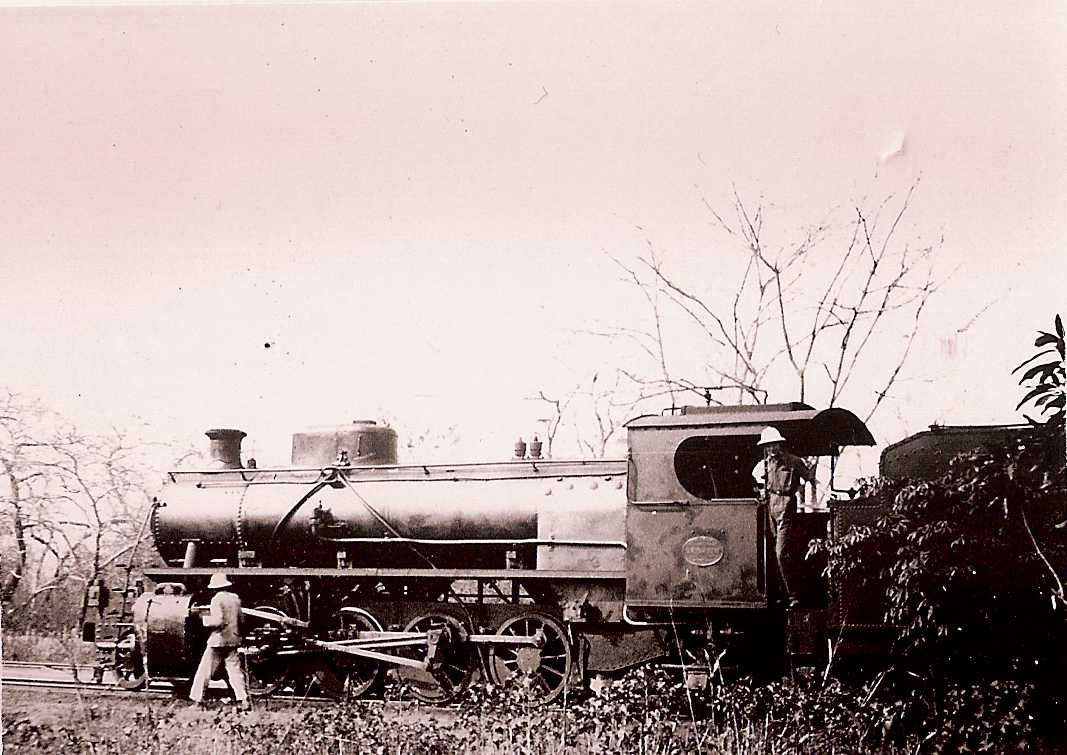
Una locomotora de vapor en servicio en 1932.

El ramal oriental de Cotonú a Pobé (107 km) fue construido por Chemin de Fer de Porto Novo a Pobé, abriéndose por etapas entre 1907 y 1912, y posteriormente se denominó Línea Oriental. La Línea del Este se cerró en 1990, a excepción del tramo de Cotonú a Porto Novo (aproximadamente una cuarta parte de la línea) en el que se mantuvieron los servicios de mercancías, que conectaban con varias vías de carga e industriales en el distrito de la capital. Este tramo se reabrió posteriormente al tráfico de pasajeros en 1999, aunque desde entonces se ha vuelto a interrumpir. Una lista de material de 1930 muestra que la Línea del Este operaba entonces con 8 locomotoras de vapor desde su cobertizo de vapor de Cotonú.

### Línea Oeste
La Compagnie Française des Chemins de Fer du Dahomey también construyó una extensión occidental desde Pahou, en la Línea Norte, hasta Segboroué (33 kilómetros), que se inauguró muy poco después de la Línea Norte. La Línea Oeste está intacta, pero abandonada. Actualmente no hay servicios ferroviarios en la línea, cuyos servicios regulares de pasajeros funcionaron por última vez en la década de 1990.

### Vía estrecha

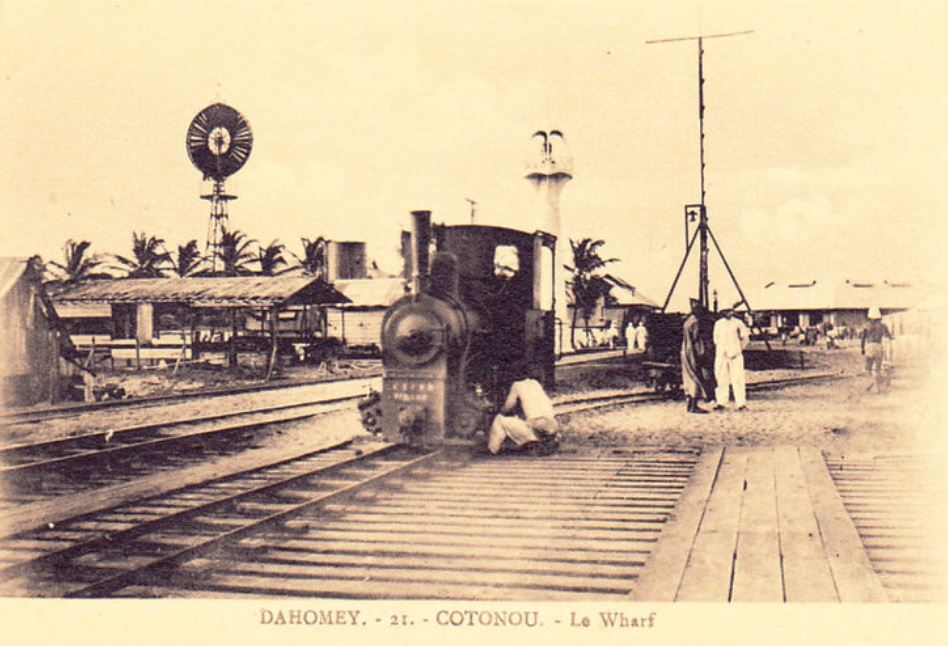
El ferrocarril de vía estrecha del muelle de Cotonú en Dahomey (Benín).

Al igual que muchos otros antiguos estados coloniales franceses, el ancho de vía habitual en Benín es de 1.000 mm (ancho métrico). Sin embargo, históricamente también han funcionado algunos ferrocarriles de vía estrecha, con un ancho de vía de 600 mm.
La línea de vía estrecha más larga era el Chemin de Fer d'Abomey-Bohicon-Zagnanado, que operaba desde Abomey en la Línea Norte hasta Zagnanado, con una distancia de 49 km. Se inauguró en 1927 y se cerró en 1947.
El Chemin de Fer du Mono (en el departamento de Mono), operaba desde Segboroué (terminal de la línea occidental) hasta Hévé (donde conectaba con los servicios de ferry), una distancia de 27 km, desde 1931 hasta 1947, cuando cesaron los servicios de pasajeros. Un tramo de 10 km entre Segboroué y Comè permaneció abierto para servicios de mercancías desde una cantera durante varios años, pero ahora está cerrado.
Una tercera línea de vía estrecha operaba en el muelle original de Cotonú, utilizando una máquina tanque de vapor 0-4-0. Varias otras líneas industriales menores de vía estrecha de 600 mm también operaban en lugares comerciales privados.

## Operación

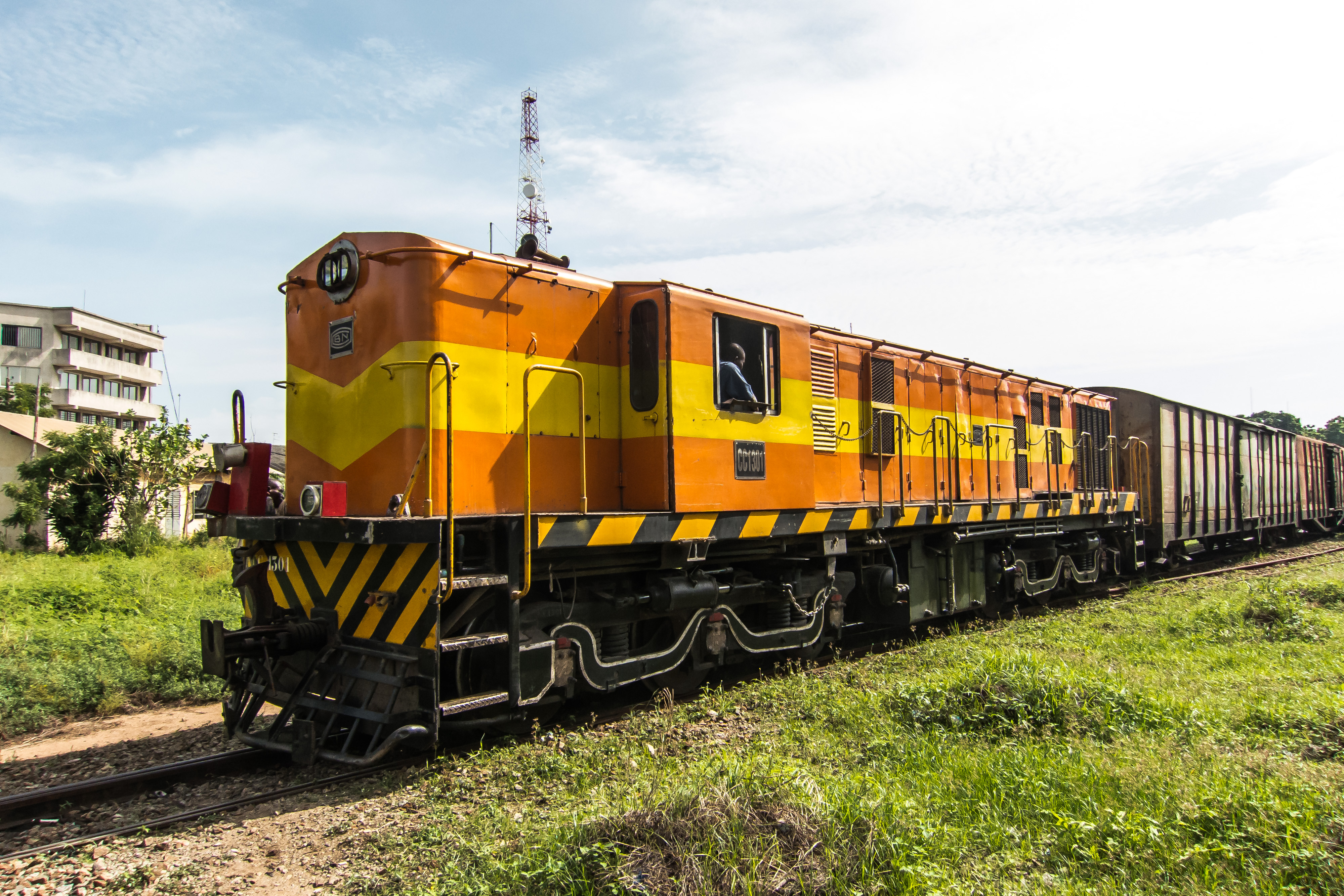
La CC1301, una de las tres locomotoras adquiridas en 2008, se ve aquí en Cotonú.

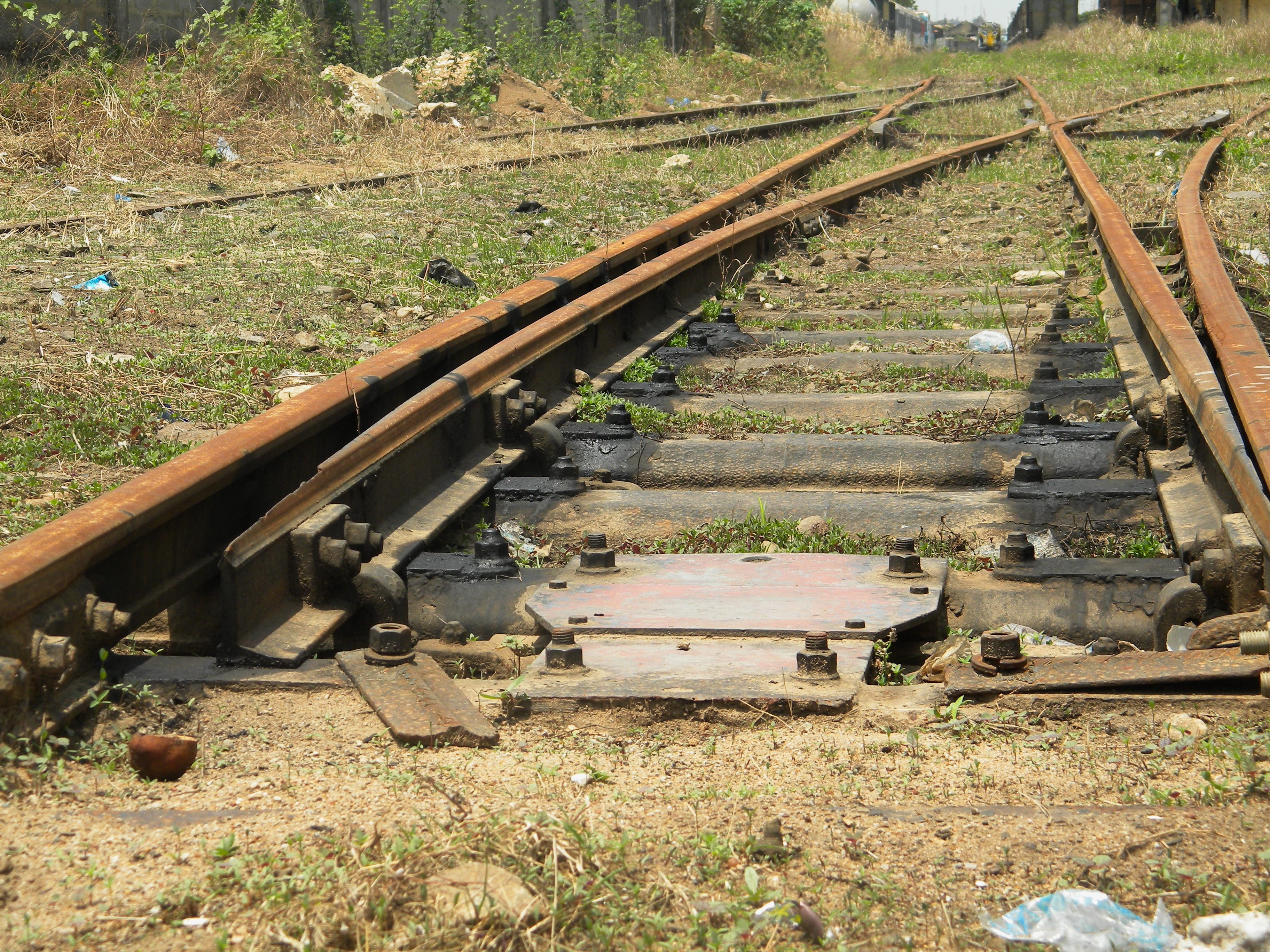
Camino permanente en desuso.

Las operaciones de la Compagnie Française des Chemins de Fer du Dahomey y Chemin de Fer de Porto Novo à Pobé se nacionalizaron en 1930. En la actualidad, la Organisation Commune Bénin-Niger des Chemins de Fer et des Transports (OCBN) explota los servicios en Benín y, en última instancia, también en Níger.
Los servicios de carga siguen funcionando con regularidad. Los servicios de pasajeros, que eran regulares y razonablemente fiables hasta aproximadamente 2006, han pasado a ser esporádicos, aunque el gobierno se ha comprometido a restablecer un servicio completo de pasajeros.
Ha habido algunos experimentos con servicios turísticos y trenes patrimoniales, como el Train d'ebène (Tren de Marfil), y un proyecto de ferrocarril patrimonial de 1997 que utiliza dos locomotoras YP de la India, que todavía está en discusión. El Train d'ebène realiza recorridos de lujo en dos vagones, uno de los cuales es el antiguo salón privado del director general y el otro es un antiguo vehículo de carga convertido en coche bar. Un tercer vagón, antiguo salón presidencial, está en proceso de restauración para unirse al tren.
En 2008, el Gobierno anunció el desarrollo previsto del ferrocarril, incluida la compra de tres locomotoras diésel que serán suministradas por el taller ferroviario Golden Rock de la India, y renovó los planes de ampliación de los servicios hacia el norte de Níger (véase más abajo). Las tres nuevas y potentes locomotoras Co-Co llevan los números CC1301, CC1302 y CC1303.

## Propuestas de ampliación

### Ampliación norte
En 2005 se propuso conectar Gaya, en Níger, a la red ferroviaria de Benín, con una fecha de finalización prevista para 2018. Los planes se reafirmaron en 2008, pero la construcción no comenzó hasta 2013. Se realizaron algunos trabajos de construcción, pero el proyecto se paralizó en 2015 debido a una impugnación legal, por parte de la empresa local beninesa Petrolin, a la que se le había adjudicado el contrato original de 2008 para las obras de ampliación, pero que había perdido el contrato en 2013 a favor del grupo Bollore, una empresa que representa una asociación público-privada.
En marzo de 2018, el presidente Patrice Talon volvió a reasignar el contrato, esta vez a un consorcio de China, autorizando también la prevista nueva ampliación dentro de Níger hasta Niamey; el coste estimado del proyecto había aumentado a 4.000 millones de dólares. A pesar de los repetidos contratiempos, el proyecto sigue adelante y cuenta con un amplio apoyo regional, así como con el firme respaldo personal del Presidente de Níger.

### Conexiones con Burkina Faso y Togo
Los planes de ampliación incluyen conexiones con Burkina Faso y Togo.

### Conexión con Nigeria
Está prevista una conexión ferroviaria de ancho estándar entre Parakou y Ilorin, en Nigeria, y algunos informes indican que las obras de construcción ya han comenzado.

## Ciudades atendidas por el ferrocarril

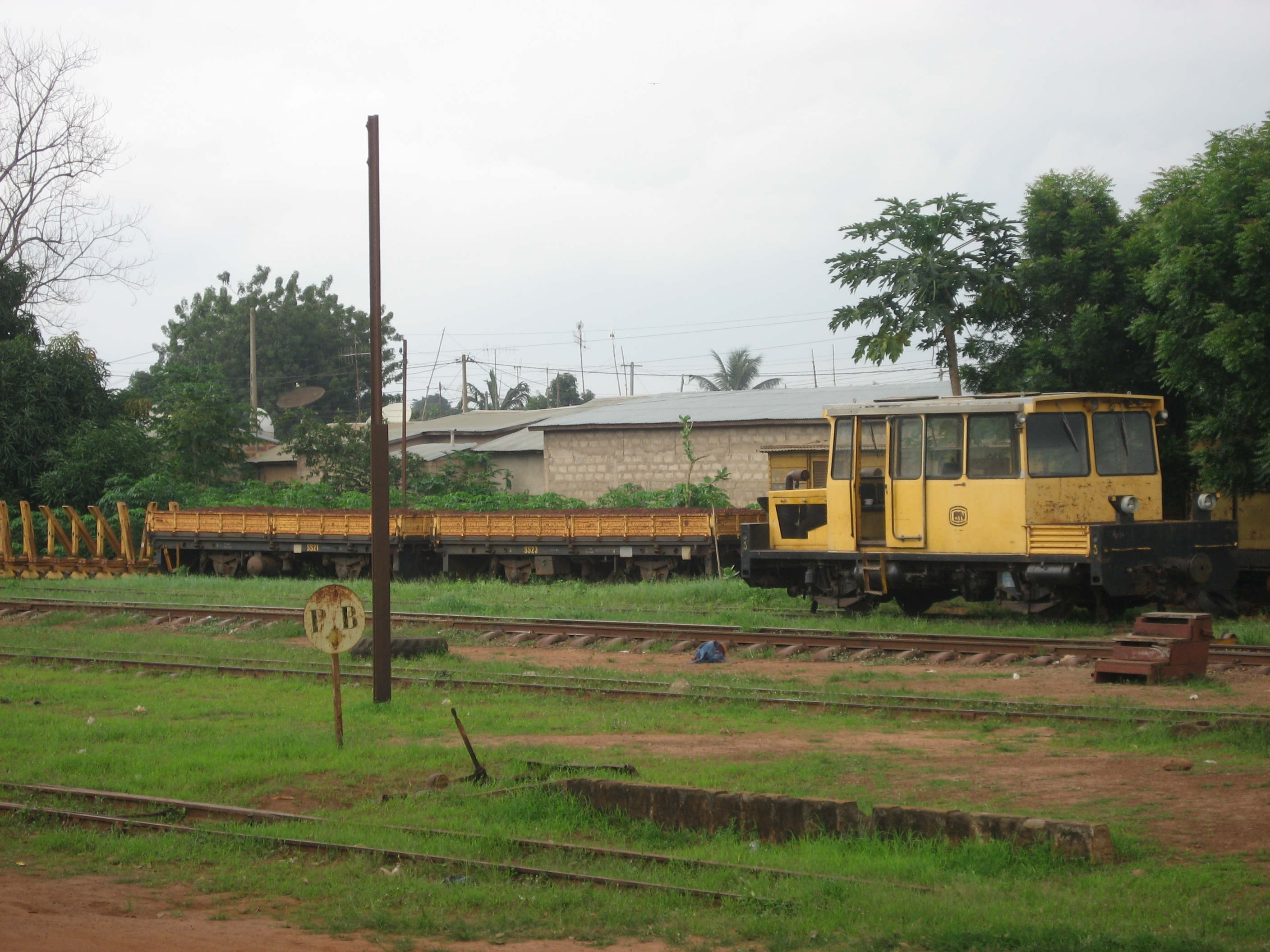
Estación de tren de Bohicon.

Las ciudades de Benín a las que actualmente llegan los ferrocarriles del país son:
- Cotonú - puerto
- Porto Novo - capital nacional
- Parakou - cabeza de ferrocarril (1936)
- Bohicon
- Pobé - ramal de ferrocarril
- Ouidah
- Segboroué - ramal de ferrocarril en el oeste.
- Dassa-Zoume

## Estándares
- Acoplamiento: Tope central y cadenas gemelas
- Frenos: Aire[12]